# Honda Insight
La Honda Insight è un'automobile di segmento C prodotta dalla Honda. La prima generazione è stata lanciata sul mercato nel 2000 ed è rimasta in vendita fino al 2006; la seconda generazione è stata prodotta dal 2009 al 2014, mentre nel 2019 ne è stata lanciata la terza generazione.

## Prima generazione (2000 - 2006)
La prima Honda Insight viene sviluppata come una piccola coupé due posti, caratterizzata da una esasperata profilatura aerodinamica (Cx 0,25) e dalla ricerca del minor peso: in particolare, buona parte della carrozzeria e della scocca è realizzata in lega di alluminio.
Per migliorare la visibilità posteriore viene utilizzata la soluzione del lunotto diviso a metà (la parte superiore molto inclinata e la parte inferiore verticale) già vista sulla Honda CRX.
La capacità di carico è ridotta: solo due persone più un piccolo baule, in gran parte occupato dalla batteria di trazione e dal modulo elettronico di gestione della stessa.
Il motore è un piccolo tre cilindri 12 valvole da un litro di cilindrata sviluppato appositamente, il cui volano è sostituito da un motore/generatore elettrico capace di assistere il motore endotermico nei momenti in cui è maggiore la richiesta di potenza e di recuperare energia in fase di rilascio e nelle discese.
Il cambio, anch'esso appositamente sviluppato, è nella prima fase di commercializzazione solo manuale a cinque marce; verrà poi introdotto un CVT.

## Seconda generazione (2009-2014)

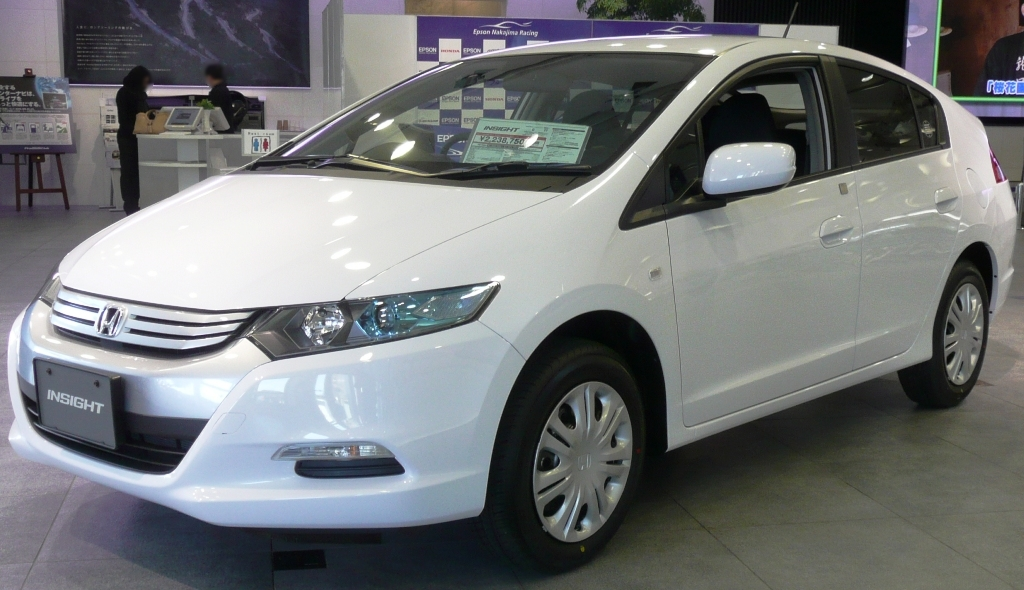
Insight seconda serie

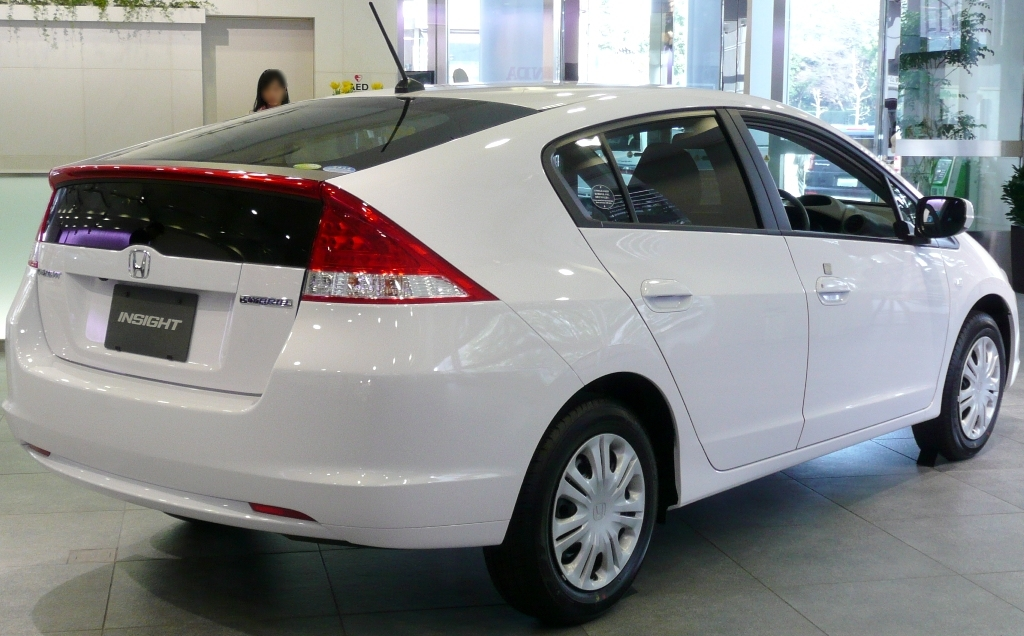
Vista posteriore

La seconda generazione, prodotta in configurazione hatchback (berlina con portellone posteriore) è arrivata sul mercato italiano nel marzo 2009 ponendosi come rivale della Toyota Prius pur collocandosi in un segmento inferiore rispetto alla concorrente per prezzo, dimensioni (lunghezza 4 390 mm, larghezza 1 695 mm e altezza 1 425 mm), cilindrata e soprattutto abitabilità.
Nondimeno anche la Insight, all'interno della gamma Honda, si presenta come portabandiera del sistema ibrido, in quanto (come per la Prius) non esistono versioni "non ibride" della Insight.
Si è dibattuto molto sulla somiglianza sul piano estetico delle due vetture: va però considerato che, date le richieste di abitabilità e di efficienza aerodinamica e la scelta del portellone, le possibilità di personalizzazione sono abbastanza limitate.
La vettura è stata sottoposta, nel 2009, ai crash test dell'EuroNCAP, totalizzando il punteggio di 5 stelle sotto il punto di vista della sicurezza automobilistica.
L'auto è dotata di due motori: un benzina 1.3 i-DSI da 88 CV (65 kW) e uno elettrico, capace di erogare 14 CV (10 kW). L'abbinamento dei due motori permette alla vettura di accelerare da 0–100 km/h in 12,5 secondi e di raggiungere la velocità massima di 182 km/h con consumi di 4,6 L/100 km nel ciclo urbano, 4,2 L/100 km nell'extraurbano e 4,4 L/100 km nel combinato, producendo 101 g/km di CO2. La Insight rispetta la normativa Euro 5 per quanto riguarda le emissioni. Il cambio è il CVT automatico a variazione continua già disponibile su precedente serie della Honda Jazz. Inoltre per gli allestimenti Executive ed Executive i-Pilot è disponibile anche la modalità sequenziale con palette dietro al volante.
Premendo un apposito tasto si comanda una serie di modifiche alle mappature di varie centraline elettroniche che comportano una leggera riduzione della potenza e della coppia, selezione di rapporti più lunghi, diversa regolazione di cruise control e climatizzatore, aumento del tempo di spegnimento ai semafori. In questo modo i consumi e le emissioni vengono ridotti a fronte di un leggero peggioramento in comfort e prestazioni.

## Terza generazione (2019-)

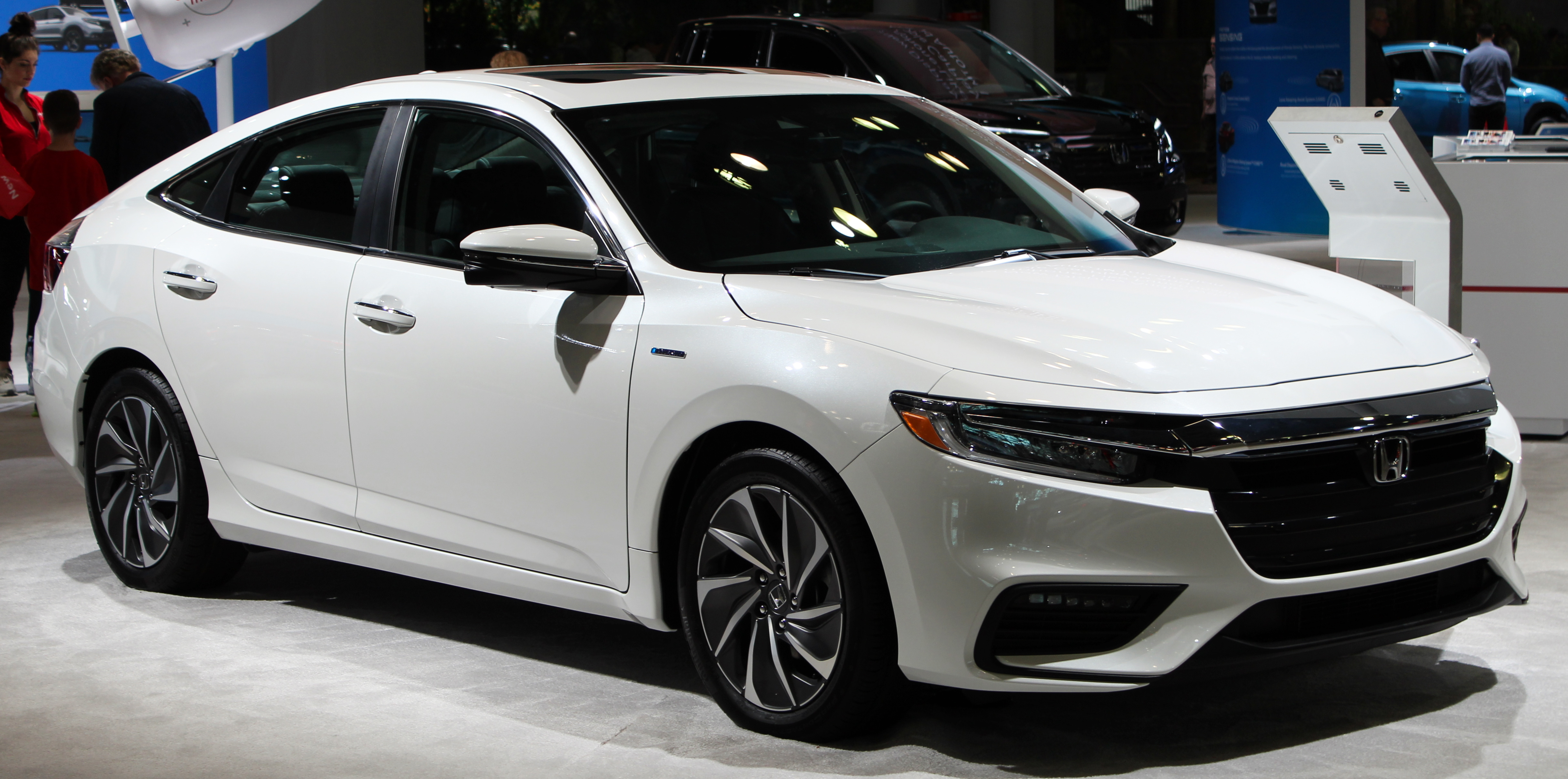
Insight terza serie

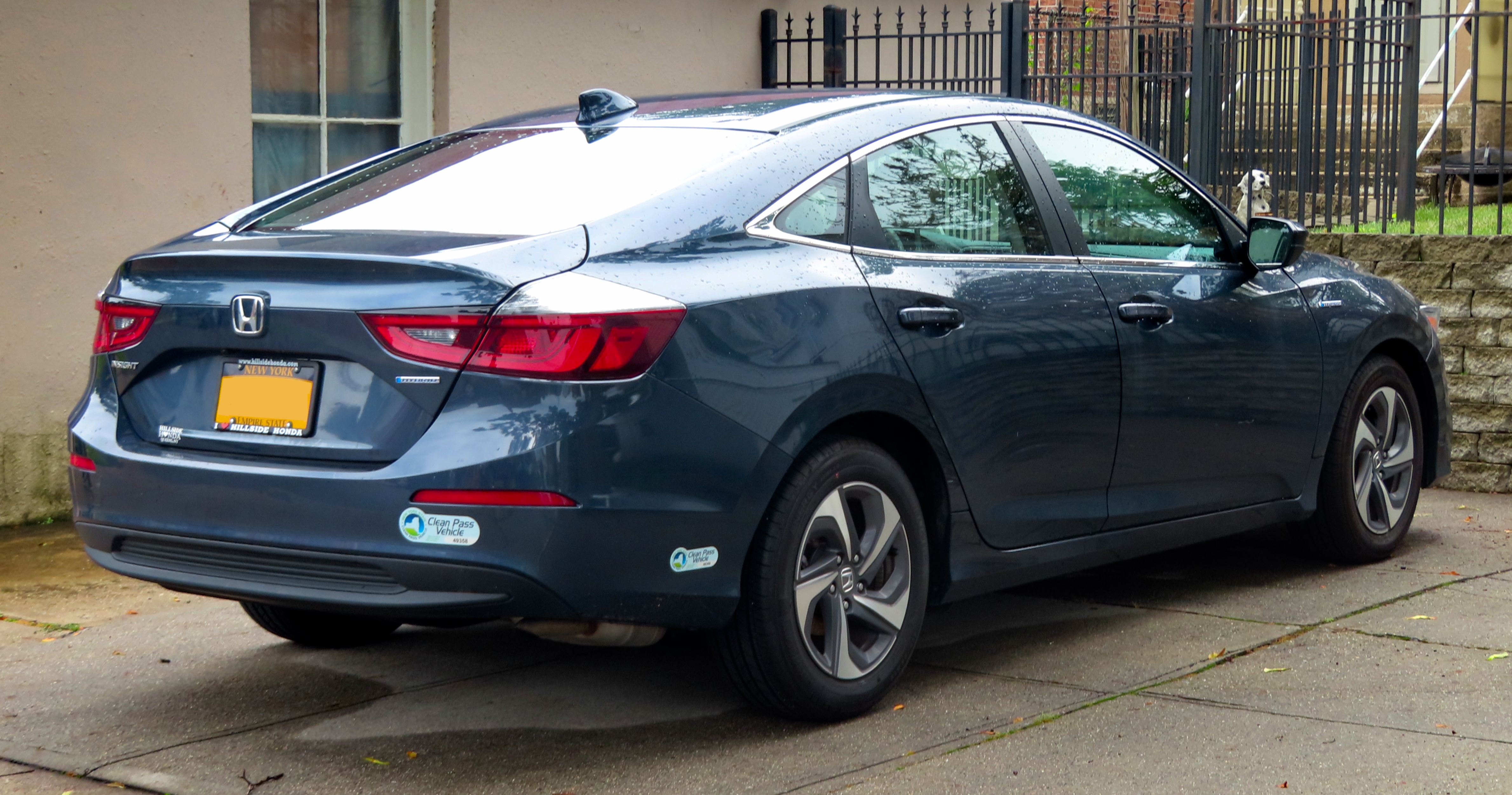
Vista posteriore

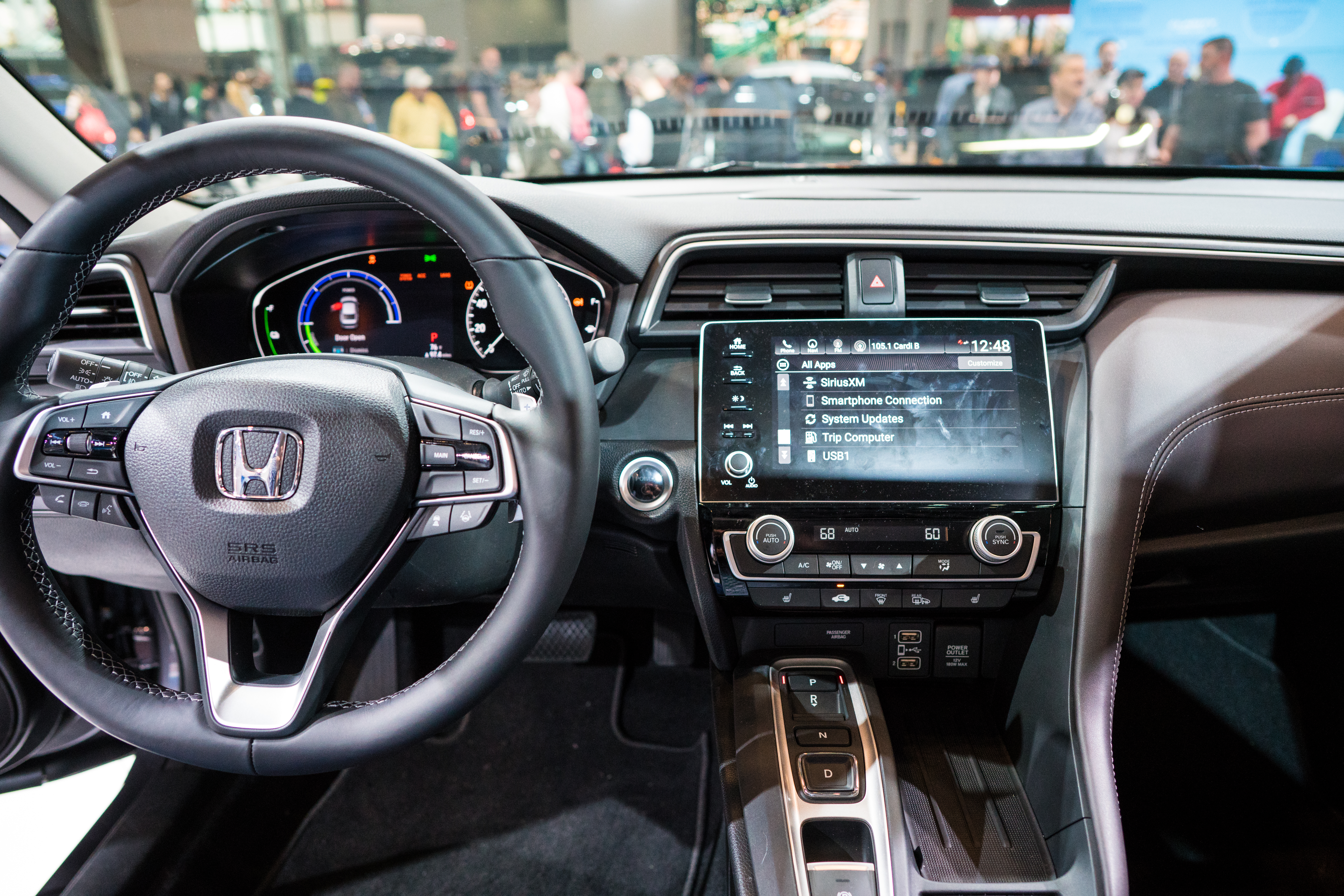
Vista interna

Il prototipo ha debuttato nel "North American International Auto Show" del 2018, mentre la versione per la produzione è stata presentata al "New York International Auto Show" del 2018, messa in vendita negli Stati Uniti nel giugno 2018 come veicolo dell'anno 2019, subito dopo venne lanciata in Giappone il 13 dicembre 2018 e messa in vendita il giorno successivo. La produzione per il mercato statunitense avviene nello stabilimento di Greensburg (Indiana)
Questa serie è basata sulla berlina Honda Civic di decima generazione e le dimensioni esterne e interne sono simili (le batterie per Insight non ostacolano lo spazio del bagagliaio), l'auto si presenta ora come una convenzionale berlina e non più come una hatchback.
La nuova Insight utilizza il propulsore ibrido a due motori Honda di terza generazione, con un motore a benzina da 1.5 litri a ciclo Atkinson abbinato ad un motore elettrico e un pacco batteria agli ioni di litio.
Il quadro strumenti LCD completamente digitale proviene dalla Honda Accord del 2018 e molti componenti dell'abitacolo sono condivisi con la Civic di decima generazione, assemblata anch'essa nello stabilimento di Greensburg.

## Motorizzazioni
| Modello        | Disponibilità | Motore | Cilindrata (cm³) | Potenza       | Coppia massima (Nm) | Emissioni CO2 (g/km) | 0–100 km/h (secondi) | Velocità max (km/h) | Consumo medio (km/L) |
| 1.3 Hybrid CVT | dal 2009      | Ibrida | 1339             | 65 kW (88 CV) | 121                 | 101                  | 12,6                 | 186                 | 22,7                 |